# Proteinsko savijanje
Proteinsko savijanje ili folding proteina je proces kojim protein zauzima svoju funkcionalnu prostornu strukturu ili konformaciju. To je fizički proces kojim polipeptid zauzima svoju karakterističnu i funkcionalnu tridimenzionalnu strukturu. Protein pri nastanku odnosno translaciji iz iRNK napušta ribozom kao linearni nesavijeni lanac aminokiselina. Međutim već u toku procesa translacije međusobna interakcija aminokiselina novonastalog peptida proizvodi definisanu tridimenzionu strukturu foldovanog proteina poznatu kao nativna konformacija. Rezultujuća trodimenzionalna struktura je određena aminokiselinskom sekvencom (Anfinsenova dogma).
Korektna trodimenzionalna struktura je esencijalna za funkciju, mada neki delovi funkcionalnih proteina mogu da ostanu nesavijeni. Posledica neuspešnog foldinga u nativnu konformaciju je neaktivni i nefunkcionalni protein, koji je obično toksičan. Pogrešno foldovani proteini često nisu hidrosolubilni, pa međusobno formiraju hidrofobne agregate pod opštim imenom amiloidi. Nekoliko neurodegenerativnih i drugih bolesti su uzrokovane akumulacijom amiloidnih filamenata formiranih od nekorektno savijenih proteina. Mnoge alergije su posledica proteinskog foldinga, jer imunski sistem zbog greške u koformaciji proteina ne proizvodi funkcionalna antitela.

## Literatura
- Jeremy M. Berg, John L. Tymoczko, Lubert Stryer; Web content by Neil D. Clarke (2002). „3. Protein Structure and Function”. Biochemistry. San Francisco: W. H. Freeman.  0-7167-4684-0.
- Alberts Bruce; Alexander Johnson; Julian Lewis; Martin Raff; Keith Roberts & Peter Walters (2002). „The Shape and Structure of Proteins”. Molecular Biology of the Cell; Fourth Edition. New York and London: Garland Science.  0-8153-3218-1.

## Spoljašnje veze
- - igra savijanja proteina Архивирано на веб-сајту  (4. јануар 2021)
- Архивирано на веб-сајту  (16. јун 2008)